# Communauté de communes Rhôny Vistre Vidourle
Die Communauté de communes Rhôny Vistre Vidourle (offizielle Schreibweise: Communauté de communes Rhony, Vistre, Vidourle) ist ein französischer Gemeindeverband mit der Rechtsform einer Communauté de communes im  Département Gard in der Region Okzitanien. Sie wurde am 26. Dezember 2000 gegründet und umfasst zehn Gemeinden. Der Verwaltungssitz befindet sich im Ort Gallargues-le-Montueux. Das Gebiet wird von den Flüssen Rhôny, Vistre und Vidourle durchflossen, die dem Gemeindeverband seinen Namen gaben.

## Mitgliedsgemeinden
| Gemeinde                                     | Einwohner 1. Januar 2022 | Fläche km² | Dichte Einw./km² | Code INSEE | Postleitzahl |
| -------------------------------------------- | ------------------------ | ---------- | ---------------- | ---------- | ------------ |
| Aigues-Vives                                 | 3.340                    | 12,00      | 278              | 30004      | 30670        |
| Aubais                                       | 2.938                    | 11,79      | 249              | 30019      | 30250        |
| Boissières                                   | 595                      | 3,33       | 179              | 30043      | 30114        |
| Codognan                                     | 2.518                    | 4,65       | 542              | 30083      | 30920        |
| Gallargues-le-Montueux                       | 3.615                    | 10,89      | 332              | 30123      | 30660        |
| Mus                                          | 1.597                    | 2,60       | 614              | 30185      | 30121        |
| Nages-et-Solorgues                           | 2.160                    | 6,18       | 350              | 30186      | 30114        |
| Uchaud                                       | 4.824                    | 8,80       | 548              | 30333      | 30620        |
| Vergèze                                      | 5.778                    | 10,16      | 569              | 30344      | 30310        |
| Vestric-et-Candiac                           | 1.345                    | 10,92      | 123              | 30347      | 30600        |
| Communauté de communes Rhôny Vistre Vidourle | 28.710                   | 81,32      | 353              | –          | –            |